# Mosty nad kanałem żeglugowym przez Mierzeję Wiślaną
Mosty nad kanałem przez Mierzeję Wiślaną – dwa drogowe mosty obrotowe (północny i południowy) łączące oba brzegi kanału przez Mierzeję Wiślaną w województwie pomorskim. Otwierane są naprzemiennie tak, aby umożliwić przepływanie statków i jednocześnie stały przejazd samochodów. Most południowy oddano 25 czerwca 2021 roku, a północny w grudniu tego samego roku. Patronem mostu południowego został Jerzy Wilk. Mosty mają ok. 60 metrów długości. Prześwit pod mostami (gdy blokują drogę wodną) wynosi: most północny - 6,0 m południowy - 4,0 m.